# (11132) Horne
(11132) Horne est un astéroïde de la ceinture principale.

## Description
(11132) Horne est un astéroïde de la ceinture principale. Il fut découvert le 17 novembre 1996 à Sudbury par Dennis di Cicco. Il présente une orbite caractérisée par un demi-grand axe de 3,14 UA, une excentricité de 0,11 et une inclinaison de 4,2° par rapport à l'écliptique.

## Compléments